# Lutomia (gmina)
Lutomia (do 1954 Bojanice) – dawna gmina wiejska istniejąca w latach 1973–1976 w woj. wrocławskim i woj. wałbrzyskim (dzisiejsze woj. dolnośląskie). Siedzibą władz gminy była Lutomia.
Gmina Lutomia została utworzona 1 stycznia 1973 w powiecie świdnickim w woj. wrocławskim. Objęła 10 sołectw: Bojanice, Burkatów, Bystrzyca Górna, Lubachów, Lutomia Dolna, Lutomia Górna, Makowice, Opoczka, Stachowice i Wieruszów.
1 czerwca 1975 gmina weszła w skład nowo utworzonego woj. wałbrzyskiego.
2 lipca 1976 gmina została zniesiona przez połączenie jej terenów z dotychczasową gminą Świdnica w nową gminę Świdnica.